# Pascal Couchepin
Pour les articles homonymes, voir Couchepin.
Pascal Couchepin, né le 5 avril 1942 à Martigny (originaire du même lieu), est un homme politique suisse, membre du Parti radical-démocratique.
Élu conseiller fédéral en 1998, il dirige d'abord le Département fédéral de l'économie, puis celui de l'intérieur. Il occupe par deux fois le poste de président de la Confédération, en 2003 et 2008.

## Biographie

### Origines et famille
Pascal Roger Couchepin naît le 5 avril 1942 à Martigny, dans le canton du Valais. Il est le troisième d'une fratrie de quatre enfants. Son père, Henri Couchepin, est avocat et notaire et député au Grand Conseil du canton du Valais ; sa mère est née Andrée Spagnoli.
Sa famille, initialement originaire de Delle en Bourgogne-Franche-Comté, se fait naturaliser à Martigny en 1817 et compte plusieurs personnalités politiques et notables valaisans, dont le conseiller national Jules Couchepin (1875 - 1939), le conseiller d'État et juge fédéral Arthur Couchepin (1869 - 1941) et le chancelier de la Confédération François Couchepin (1935 - 2023).
Pascal Couchepin épouse Brigitte Rendu en 1968, infirmière, fille d'un médecin parisien. Ils ont trois enfants, dont Anne-Laure Couchepin Vouilloz.

### Études et activité professionnelle
Tout comme son père, Pascal Couchepin étudie le droit à l'Université de Lausanne, où il obtient une licence en 1966 et passe le brevet d'avocat en 1968 avant de prendre la tête d'une étude à Martigny. 

### Parcours politique
Il est élu pour la première fois au Conseil communal (exécutif) de Martigny en 1968. Il est réélu régulièrement et devient vice-président de la ville en 1976 puis président entre 1984 et 1998.
En 1979, il est élu au Conseil national ; il préside de 1989 à 1996 le groupe parlementaire radical-démocratique de l'Assemblée fédérale ainsi que la commission de la science et de la recherche. Il est alors membre de plusieurs conseils d'administration (TSA Telecom SA et Elektrowatt Holding). En outre, il préside l'Association suisse de la sclérose en plaques, tout en étant actif au sein de plusieurs organisations en faveur des handicapés.
Le 11 mars 1998, il est élu par l'Assemblée fédérale au Conseil fédéral, devenant le 102e conseiller fédéral de l'histoire. Au cours de son mandat au gouvernement qui débute le 1er avril 1998, il dirige successivement le Département fédéral de l'économie de 1998 à 2002, puis, de 2003 à 2009, le Département fédéral de l'intérieur. Il occupe également le poste de président de la Confédération suisse durant les années 2003 et 2008, après avoir été vice-président durant les années 2002 et 2007.
En tant que chef du Département fédéral de l'économie, il représente la Suisse à l'Organisation mondiale du commerce et exerce les fonctions de gouverneur à la Banque mondiale et à la Banque européenne pour la reconstruction et le développement. Il est par ailleurs l'une des rares personnalités suisses à participer en 2005 au groupe Bilderberg. À la tête du Département fédéral de l'intérieur, il plaide pour une élévation progressive de l'âge de la retraite dès 2015 afin de compenser l'évolution démographique.
Le 12 juin 2009, Pascal Couchepin présente sa démission du Conseil fédéral pour le 31 octobre de la même année.
Il est fait Officier de la Légion d'honneur le 19 novembre 2011.
Depuis 2014, il est membre du jury du prix littéraire SPG.

### Impairs
Son franc-parler lui vaut de nombreuses oppositions. Ses déclarations sur le relèvement de l'âge de la retraite brusquent par exemple une partie de l'opinion. Ses escarmouches avec les médias, en particulier avec les journalistes de la TSR, sont de notoriété publique.
Pascal Couchepin s'est positionné comme un critique virulent de Christoph Blocher, son collègue au Conseil fédéral, et s'est par conséquent trouvé plusieurs fois en butte aux attaques du parti de ce dernier, l'Union démocratique du centre (UDC) et, en partie, des médias suisses.
Le 7 septembre 2007, pendant une interview qu'il donne à la RSI, il critique sévèrement l'UDC. Couchepin y compare indirectement son collègue Blocher au dictateur italien Benito Mussolini : « Personne, pas même le Duce, n'est indispensable pour le bien-être de notre pays. C'est malsain »[pertinence contestée].
Un autre incident fait des vagues dans la presse et le monde politique suisse. Le 7 février 2008, en pleine réunion d'une commission parlementaire, il confond le conseiller national UDC Christoph Mörgeli avec le médecin et criminel de guerre nazi Josef Mengele — utilisant les termes « Docteur Mörgele » au lieu de « Docteur Mengele ». Il insiste ensuite sur le fait qu'il s'agit d'un lapsus, explication qui ne convainc pas ses détracteurs, qui lui reprochent d'avoir délibérément utilisé cette comparaison.